# Shispare
Le Shispare est un sommet du Pakistan situé dans le massif du Batura Muztagh dans le Karakoram. C'est le 38e plus haut sommet de la planète.

## Géographie
Le Shispare se situe au sud du glacier Passu et au nord de la vallée de la Hunza.

## Histoire
Le 21 juillet 1974 une expédition germano-polonaise dirigée par Janusz Kurczab atteint le sommet. La seconde ascension se passe le 18 juin 1994 par une expédition japonaise,. La troisième ascension se déroule le 22 août 2017 par une expédition japonaise. Kazuya Hiraide et Kenro Nakajima reçoivent le Piolet d'or pour leur ascension par la face nord-est.